# AGA Museum
Het AGA Museum is een technisch museum in Emmen. Het is gevestigd op het industrieterrein bij Barger-Oosterveld en toont met voorwerpen en documentatie de geschiedenis van de Zweedse multinational AGA.
De verzameling bestaat onder meer uit industriële voorwerpen, zoals gaslampen, televisies, radio's, platenspelers, fornuizen, meetinstrumenten en een morseseinlamp, maar ook productaccessoires zoals kookboeken, en documentatie zoals foto's, magazines, documenten en displays.
Het heeft een geschatte museumoppervlakte van 6000 m² en is vier dagen per week geopend. Het wordt gesponsord door een bedrijf in gassen en lastechniek. De museumstukken en documentatie zijn afkomstig van AGA, uit rechtstreekse aankopen, legaten en andere giften.